# Château d'Echizen-Ōno
Ne doit pas être confondu avec Château d'Echizen-Fuchū.
Le château d'Echizen-Ōno (大野城, Echizen-Ōno-jō), également connu sous les noms de château d'Ōno et château de Kameyama, était un yamashiro (château en hauteur), situé à Ōno, préfecture de Fukui au Japon.

## Histoire
Kanamori Nagachika, qui est stationné dans cette zone par Oda Nobunaga, construit le château d'Echizen-Ōno en 1576 avant d'être transféré au château de Takayama en 1586. À partir de cette date, le château passe de nombreuses fois de daimyo en daimyo. Le château est reconstruit en 1795 après qu'un incendie l'a ravagé en 1775, bien que cette fois-ci le donjon (tenshu) ait été laissé en ruines. Durant la restauration de Meiji, tous les bâtiments en bois sont détruits. En 1968, le tenshu est reconstruit en béton.